# Willa „Pałac” w Szczawnicy
Willa „Pałac” w Szczawnicy – willa z 2. połowy XIX wieku przy placu Dietla 7 w Szczawnicy w powiecie nowotarskim, wpisana do rejestru zabytków nieruchomych województwa małopolskiego.

## Historia
Na miejscu obecnej willi stał niegdyś pierwszy szczawnicki dom zdrojowy, o nazwie „Dom za potokiem” albo „Pałac za potokiem” (tuż obok przepływał wówczas Potok Szczawny, którego bieg później zmodyfikowano), wybudowany w 1827 r. przez Jana Kutscherę. To od niego pochodzi nazwa budowli – „Pałac”.
Po rozbiórce „Pałacu za potokiem”, w 1864 r. wybudowano drewnianą galerię spacerową, która służyła kuracjuszom jako schronienie przed deszczem i upalnym słońcem. Na wyższym tarasie w latach 1864–1866, według projektu Józefa Szalaya, wzniesiono willę „Pałac”. Połowa willi należała do Józefa Szalaya, a połowa do jego syna, Władysława. Zgodnie z testamentem Józefa, w 1876 r. należąca do niego część budynku stała się własnością Akademii Umiejętności. Drugą część instytucja kupiła w 1880 r.
Przez lata w budynku znajdowało się biuro Komisji Zdrojowej, czuwającej nad funkcjonowaniem uzdrowiska. W okresie międzywojennym główne wejście umieszczono centralnie i poprowadzono do niego trójbiegowe, kamienne schody (zlikwidowano je w 1972 r.). Ówczesny właściciel, Adam Stadnicki, przebudował także galerię spacerową, przekształcając ją w ciąg punktów sprzedażowych. W jednym z nich otwarto biuro podróży „Orbis”.
W „Pałacu” do 1939 r. mieścił się hotel, w 1950 r. otwarto restaurację Gminnej Spółdzielni „Zdrojowa”, a od 1971 r. do 2012 r. znajdowało się tu Muzeum Pienińskie im. Józefa Szalaya. Willę odzyskali wtedy spadkobiercy rodziny Stadnickich, a muzeum przeniosło się do innego obiektu w Szlachtowej.

## Architektura
Budynek wzniesiono z cegły, na podmurówce z kamienia łamanego. Został skonstruowany na planie wydłużonego prostokąta, z dwoma ryzalitami. Korpus oraz skrzydło południowe (od zachodu cofnięte względem lica ściany, z wieżą zegarową) są jednotraktowe. Skrzydło północne dwutraktowe.
Ściany willi zostały z obu stron otynkowane. Elewacja frontowa (wschodnia) jest dziewięcioosiowa, z tarasem spacerowym, pod którym znajdują się punkty sprzedażowe. Skrzydła, ujęte w narożach pilastrami wielkiego porządku, są wysunięte względem korpusu, przed którym znajduje się mniejszy taras, ograniczony metalową balustradą, przykryty okapem dachu. Na środkowej osi znajduje się portfenetr, przez całą długość korpusu biegnie gzyms nadokienny. W połaci dachu centralnie znajduje się mansarda, a po jej obu stronach rozmieszczone zostały lukarny.
Na parterze skrzydła budynku posiadają po parze okien. Na piętrze skrzydła północnego znajduje się taras z żeliwną balustradą, przykryty dachem pulpitowym, wspartym na kolumnach i filarach przyściennych. W drugiej kondygnacji skrzydła północnego znajduje się para okien.
W elewacji północnej oraz południowej znajdują się otwory drzwiowe.
Dachy są kryte blachą, korpus i ryzality przykryto dachami dwuspadowymi, a wieżę – czterospadowym dachem namiotowym (dachem brogowym).
Powierzchnia użytkowa obiektu wynosi 415 m², kubatura liczy 4 350 m³. Budynek wyposażony jest w instalacje: elektryczną oraz wodno-kanalizacyjną.